# Fédération malienne de judo
La Fédération malienne de judo a été créée le 21 janvier 1961 afin de développer la pratique du judo au Mali.
La Fédération malienne de judo est affilée à l’Union africaine de judo et à la Fédération internationale de judo.